# Dalmuir
Dalmuir (en gaélique écossais : Dail Mhoire) est une zone située à neuf miles au nord-ouest de Glasgow, en Écosse, sur le côté ouest de Clydebank, et une partie de West Dunbartonshire Council Area. Le nom est un dérivé écossais du gaélique des lowlands signifiant « Grand champ ». La région était à l’origine deux villages séparés, Dalmuir Shore (uni à Clydebank en 1886) et Dalmuir Village (rattaché en 1906), au cours d’une période d’industrialisation rapide et d’expansion,. Dalmuir est délimité par le village de Old Kilpatrick à l’ouest, les lotissements résidentiels de Mountblow et Parkhall au nord, et la zone du centre-ville de Clydebank à l’est. Au sud se trouve la rivière Clyde.